# Danh sách quân chủ Phổ

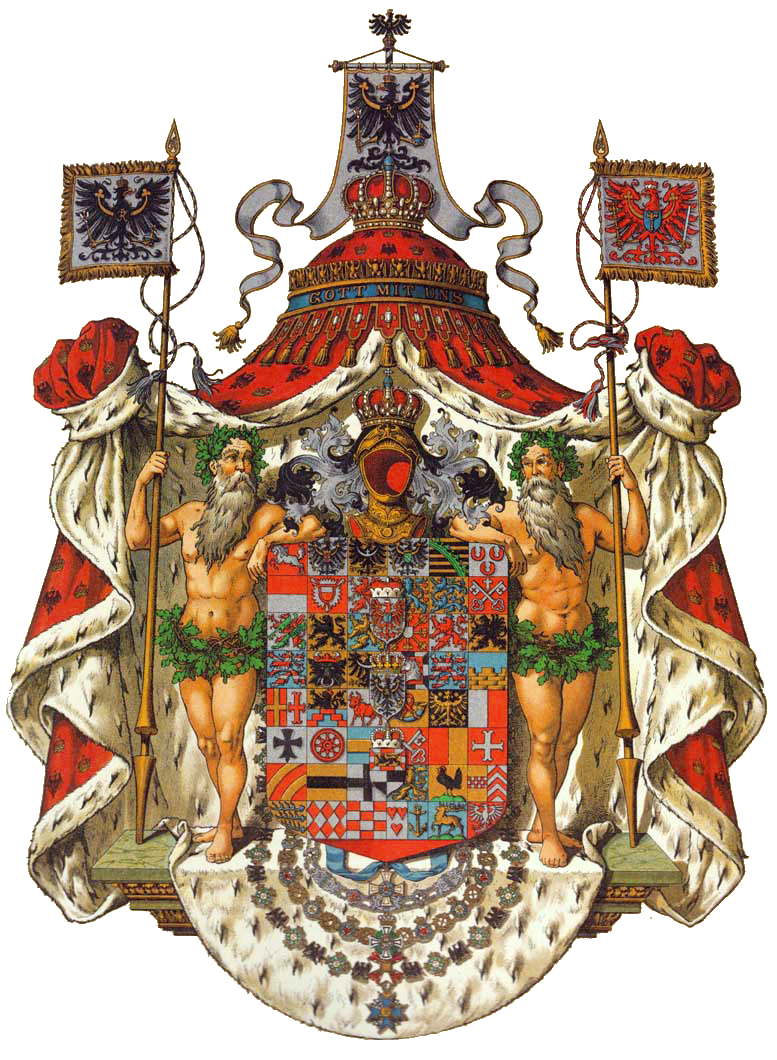
Quốc huy Vương quốc Phổ

Các vị vua chúa nước Phổ đều là thành viên của nhà Hohenzollern nắm quyền thống trị cha truyền con nối nước Phổ cũ của Đức kể từ khi Công quốc Phổ được thành lập vào năm 1525. Công quốc này thoát thai từ Nhà nước Hiệp sĩ Teuton, một quốc gia thập tự chinh theo thể chế thần quyền Công giáo La Mã nằm dọc theo bờ Biển Baltic. Hiệp sĩ Teuton nằm dưới sự lãnh đạo của một Đại Thống lĩnh, mà vị cuối cùng là Albrecht, đã cải sang đạo Tin Lành và thế tục hóa lãnh địa trở thành Công quốc Phổ. Công quốc này thoạt đầu chỉ là một chư hầu của Vương quốc Ba Lan, dựa theo kết quả của các điều khoản sự thần phục nước Phổ mà Albrecht được ban cho xứ này như là một phần của hòa ước sau Chiến tranh Phổ. Khi dòng chính của nhà Hohenzollern xứ Phổ qua đời vào năm 1618, công quốc được chuyển qua một chi nhánh khác nhau của dòng họ này, cũng cai trị với vai trò Tuyển hầu tước Brandenburg trong Đế quốc La Mã Thần thánh. Trong khi trên danh nghĩa vẫn còn hai vùng lãnh thổ khác nhau, Phổ chịu sự quy phục Ba Lan và Brandenburg nằm dưới quyền bá chủ của Đế quốc La Mã Thần thánh, hai quốc gia này còn được biết đến trong ngành sử học với tên gọi Brandenburg-Phổ. Từ sau Chiến tranh phương Bắc thứ hai, một loạt các hiệp ước đã giúp giải phóng Công quốc Phổ thoát khỏi tình trạng lệ thuộc vào bất kỳ nước nào khác, biến nó trở thành một công quốc hoàn toàn tự chủ theo đúng nghĩa. Tình hình phức tạp này (nơi các vương hầu nhà Hohenzollern của Công quốc Phổ độc lập còn là một thuộc quốc của Đế quốc La Mã Thần thánh trong vai trò là Tuyển hầu tước Brandenburg) đã đặt nền tảng cuối cùng dẫn đến việc thành lập Vương quốc Phổ vào năm 1701. Vì những lý do ngoại giao, các nhà cai trị của nước này cũng được biết đến với danh xưng Vua ở Phổ từ năm 1701 đến 1772; phần lớn là vì họ vẫn còn tuyên thệ trung thành với Hoàng đế trong vai trò là Tuyển hầu tước Brandenburg, danh hiệu "Vua ở Phổ" (trái ngược với "Vua xứ Phổ") nhằm tránh xúc phạm đến Hoàng đế. Khi Nhà nước Phổ dần mạnh lên qua nhiều cuộc chiến tranh và động thái ngoại giao trong suốt thế kỷ 18, nó tỏ rõ rằng Phổ, mà không phải là Đế quốc La Mã Thần thánh, mới là quốc gia hùng mạnh nhất nước Đức. Vào năm 1772, sự nhún nhường đã bị bỏ rơi và tên gọi "Vua xứ Phổ" mới được chấp nhận. Vì vậy mà danh hiệu này vẫn được duy trì mãi cho đến năm 1871, khi kết thúc cuộc chiến tranh Pháp-Phổ, Vua nước Phổ Wilhelm I lên ngôi Hoàng đế Đức. Từ thời điểm đó, mặc dù Vương quốc Phổ vẫn duy trì thực trạng như một quốc gia hợp thành của Đế chế Đức, tất cả các vị vua Phổ còn lại cũng là Hoàng đế Đức, một danh hiệu được ưu tiên trên hết.

## Công quốc Phổ (1525–1701)
| Tên                                       | Tuổi thọ                                             | Bắt đầu trị vì   | Kết thúc trị vì  | Ghi chú                                                         | Dòng dõi     | Hình                              |
| ----------------------------------------- | ---------------------------------------------------- | ---------------- | ---------------- | --------------------------------------------------------------- | ------------ | --------------------------------- |
| Albrecht                                  | 8 tháng 7 năm 1490 – 20 tháng 3 năm 1568 (77 tuổi)   | 10 tháng 4 1525  | 20 tháng 3 1568  |                                                                 | Hohenzollern | Albrecht, Công tước Phổ           |
| Albrecht Friedrich                        | 7 tháng 5 năm 1553 – 28 tháng 8 năm 1618 (65 tuổi)   | 20 tháng 3 1568  | 28 tháng 8 1618  | Con của Albrecht                                                | Hohenzollern | Albrecht Friedrich, Công tước Phổ |
| Johann Sigismund                          | 8 tháng 11 năm 1572 – 23 tháng 12 năm 1619 (47 tuổi) | 28 tháng 8 1618  | 23 tháng 12 1619 | Em họ của Albrecht Friedrich, còn là Tuyển hầu tước Brandenburg | Hohenzollern | Johann Sigismund, Công tước Phổ   |
| Georg Wilhelm                             | 13 tháng 11 năm 1595 – 1 tháng 12 năm 1640 (45 tuổi) | 23 tháng 12 1619 | 1 tháng 12 1640  | Con của Johann Sigismund, còn là Tuyển hầu tước Brandenburg     | Hohenzollern | Georg Wilhelm, Công tước Phổ      |
| Friedrich Wilhelm - Tuyển hầu tước vĩ đại | 16 tháng 2 năm 1620 – 29 tháng 4 năm 1688 (68 tuổi)  | 1 tháng 12 1640  | 29 tháng 4 1688  | Con của Georg Wilhelm, còn là Tuyển hầu tước Brandenburg        | Hohenzollern | Friedrich Wilhelm, Công tước Phổ  |
| Friedrich I                               | 11 tháng 7 năm 1657 – 25 tháng 2 năm 1713 (55 tuổi)  | 29 tháng 4 1688  | 18 tháng 1 1701  | Con của Friedrich Wilhelm, còn là Tuyển hầu tước Brandenburg    | Hohenzollern | Friedrich I, Công tước Phổ        |

## Vương quốc Phổ (1701–1918)
| Tên                                  | Tuổi thọ                                             | Bắt đầu trị vì   | Kết thúc trị vì             | Ghi chú                                                                                                  | Dòng dõi     | Hình                         |
| ------------------------------------ | ---------------------------------------------------- | ---------------- | --------------------------- | --- | ------------ | ---------------------------- |
| Friedrich I - Vua Đánh Thuê          | 11 tháng 7 năm 1657 – 25 tháng 2 năm 1713 (55 tuổi)  | 18 tháng 1 1701  | 25 tháng 2 1713             | Con của Friedrich Wilhelm                                                                                | Hohenzollern | Friedrich I xứ Phổ           |
| Friedrich Wilhelm I - Vua Chiến Binh | 14 tháng 8 năm 1688 – 31 tháng 5 năm 1740 (51 tuổi)  | 25 tháng 2 1713  | 31 tháng 5 1740             | Con của Friedrich I                                                                                      | Hohenzollern | Friedrich Wilhelm I xứ Phổ   |
| Friedrich II - Đại Đế                | 24 tháng 1 năm 1712 – 17 tháng 8 năm 1786 (74 tuổi)  | 31 tháng 5 1740  | 17 tháng 8 1786             | Con của Friedrich Wilhelm I                                                                              | Hohenzollern | Friedrich II xứ Phổ          |
| Friedrich Wilhelm II                 | 25 tháng 9 năm 1744 – 16 tháng 11 năm 1797 (53 tuổi) | 17 tháng 8 1786  | 16 tháng 11 1797            | Cháu của Friedrich II                                                                                    | Hohenzollern | Friedrich Wilhelm II xứ Phổ  |
| Friedrich Wilhelm III                | 3 tháng 7 năm 1770 – 7 tháng 6 năm 1840 (69 tuổi)    | 16 tháng 11 1797 | 7 tháng 6 1840              | Con của Friedrich Wilhelm II                                                                             | Hohenzollern | Friedrich Wilhelm III xứ Phổ |
| Friedrich Wilhelm IV                 | 15 tháng 10 năm 1795 – 2 tháng 1 năm 1861 (65 tuổi)  | 7 tháng 6 1840   | 2 tháng 1 1861              | Con của Friedrich Wilhelm III; còn là Minh chủ Liên minh Erfurt (1849-1850)                              | Hohenzollern | Friedrich Wilhelm IV xứ Phổ  |
| Wilhelm I                            | 22 tháng 3 năm 1797 – 9 tháng 3 năm 1888 (90 tuổi)   | 2 tháng 1 1861   | 9 tháng 3 1888              | Em của Friedrich Wilhelm IV; còn là Tổng thống Liên bang Bắc Đức (1867-1871) và Hoàng đế Đức từ năm 1871 | Hohenzollern | Wilhelm I xứ Phổ             |
| Friedrich III                        | 18 tháng 10 năm 1831 – 15 tháng 6 năm 1888 (56 tuổi) | 9 tháng 3 1888   | 15 tháng 6 1888             | Con của Wilhelm I; còn là Hoàng đế Đức                                                                   | Hohenzollern | Friedrich III xứ Phổ         |
| Wilhelm II                           | 27 tháng 1 năm 1859 – 4 tháng 6 năm 1941 (82 tuổi)   | 15 tháng 6 1888  | 28 tháng 11 1918 (thoái vị) | Con của Friedrich III; còn là Hoàng đế Đức                                                               | Hohenzollern | Wilhelm II xứ Phổ            |

## Những người đòi ngôi vua nước Phổ (1918–nay)
- Wilhelm II (18 tháng 11 năm 1918 – 4 tháng 6 năm 1941)
- Friedrich Wilhelm (4 tháng 6 năm 1941 – 20 tháng 7 năm 1951)
- Louis Ferdinand (20 tháng 7 năm 1951 – 26 tháng 9 năm 1994)
- Georg Friedrich (26 tháng 9 năm 1994 – nay)